# Grab
Grab este o arie protejată (sit de importanță comunitară — SCI) din Croația întinsă pe o suprafață de 2,59 ha, integral pe uscat.

## Localizare
Centrul sitului Grab este situat la coordonatele 43°38′35″N 16°45′58″E / 43.643°N 16.766°E.

## Înființare
Situl Grab a fost declarat sit de importanță comunitară în iulie 2013 pentru a proteja 1 specie de animale.

## Biodiversitate
Situată în ecoregiunea mediteraneană, aria protejată nu include niciun habitat protejat.
La baza desemnării sitului se află o specie protejată de  nevertebrate: Austropotamobius pallipes.